# Blind (2007)
Blind is een Nederlandse dramafilm van Tamar van den Dop uit 2007.
Dit was van den Dops eerste langspeelfilm na twee korte films Schat en Lot te hebben gemaakt. Ze bedacht deze sprookjesachtige verhaallijn al op de toneelschool. De opnames werden gemaakt in Nederland, België en Bulgarije.
Het scenario van Blind is ook uitgegeven als novelle bij uitgeverij Podium en werd geschreven in samenwerking met Thomas Verbogt.

## Verhaal
Ruben is een eenzame blinde jongen en Marie is een albino-vrouw die moeilijk met haar uiterlijk kan omgaan. Als Marie gevraagd wordt om te gaan voorlezen voor Ruben ontstaat er een gepassioneerde vriendschap die overgaat in verliefdheid. Als Ruben aan zijn blindheid geopereerd kan worden, is er de vraag of de liefde kan blijven bestaan. Ze vlucht weg en pas veel later vindt Ruben haar terug in een bibliotheek. Maar daar wijst zij hem af, nadat ze hem even zag schrikken bij de eerste aanblik. Uiteindelijk gebruikt Ruben twee ijspegels om zichzelf terug aan de ogen te verwonden.

## Rolverdeling
- Halina Reijn: Marie
- Joren Seldeslachts: Ruben Rietlander
- Jan Decleir: dokter Victor Verbeeck
- Katelijne Verbeke: Catherine Rietlander
- Lien De Graeve: Ann
- Wine Dierickx: verpleegster
- Reinhilde Decleir: verpleegster
- Hilt de Vos: verpleegster
- Ina Geerts: Jolien
- Blanka Heirman: Paulet
- Amarylis Uitterlinden: Marie in droom
- Betty Schuurman

## Bijzonderheden
De film Blind was in Nederland de eerste film met audiodescriptie. Een techniek die de film toegankelijk maakt voor visueel beperkten. Tijdens een speciale première, georganiseerd met medewerking van Stichting Oogfonds Nederland, keken de acteurs en een merendeels visueel beperkt publiek op een heel nieuwe manier naar de film. Via een koptelefoon met een apart audiokanaal, werden de visuele elementen van de film beschreven. De audiodescriptie bij de film is ingesproken door Tamar van den Dop. Later zijn ook Zwartboek, Bride Flight en Oorlogswinter in de bioscoop verschenen met audiodescriptie. De dvd's van deze films zijn ook uitgerust met audiodescriptie.